# Araidron
Araidron（em inglês:  Araidron） é uma vila do Bangladesh, que está localizada no Sul do país e no subúrbio a noroeste de Cidade de Barisal. 